# Гаркорт
Гаркорт (англ. Harcourt) — парафія в Канаді, у провінції Нью-Брансвік, у складі графства Кент.

## Населення
За даними перепису 2016 року, парафія нараховувала 346 осіб, показавши скорочення на 11,3%, порівняно з 2011-м роком. Середня густина населення становила 0,3 осіб/км².
З офіційних мов обидвома одночасно володіли 120 жителів, тільки англійською — 220, тільки французькою — 5.
Працездатне населення становило 44,4% усього населення, рівень безробіття — 6,2% (14,3% серед чоловіків та 11,1% серед жінок). 93,8% осіб були найманими працівниками, а 6,3% — самозайнятими.
Середній дохід на особу становив $25 268 (медіана $21 547), при цьому для чоловіків — $31 710, а для жінок $18 904 (медіани — $25 920 та $18 048 відповідно).
33,3% мешканців мали закінчену шкільну освіту, не мали закінченої шкільної освіти — 38,9%, 27,8% мали післяшкільну освіту, з яких 10% мали диплом бакалавра, або вищий.
| Статево-вікова структура населення | Статево-вікова структура населення | Статево-вікова структура населення | Статево-вікова структура населення | Статево-вікова структура населення |
| ---------------------------------- | ---------------------------------- | ---------------------------------- | ---------------------------------- | ---------------------------------- |
|                                    |                                    |                                    |                                    |                                    |
| Всього                             | Всього                             | 50,0%                              |                                    |                                    |
| 0 — 14 років                       | 0 — 14 років                       |                                    | 7,2%                               | 7,2%                               |
| 15 — 64 років                      | 15 — 64 років                      |                                    | 59,4%                              | 59,4%                              |
| 65 і більше                        | 65 і більше                        |                                    | 33,3%                              | 33,3%                              |
| 85 і більше                        | 85 і більше                        |                                    | 2,9%                               | 2,9%                               |
| Середній вік (років)               | Середній вік (років)               | 53,351,7                           | 52,5                               | 52,5                               |
| Медіана (років)                    | Медіана (років)                    | 56,856,5                           | 56,7                               | 56,7                               |
| — чоловіки — жінки                 |                                    |                                    |                                    |                                    |

| Походження мешканців:     | Походження мешканців:     | Походження мешканців: | Походження мешканців: | Походження мешканців: |
| ------------------------- | ------------------------- | --------------------- | --------------------- | --------------------- |
| Походження                |                           |                       | осіб                  | %                     |
| Корінні американці        | Корінні американці        |                       | 25                    | 6.76%                 |
| Інше північноамериканське | Інше північноамериканське |                       | 200                   | 54.05%                |
| Європейське               | Європейське               |                       | 220                   | 59.46%                |
| британське                | британське                |                       | 175                   | 47.3%                 |
| французьке                | французьке                |                       | 70                    | 18.92%                |
| українське                | українське                |                       | 10                    | 2.7%                  |

| Зайнятість населення за галузями (за класифікацією NOC): | Зайнятість населення за галузями (за класифікацією NOC): | Зайнятість населення за галузями (за класифікацією NOC): | Зайнятість населення за галузями (за класифікацією NOC): | Зайнятість населення за галузями (за класифікацією NOC): |
| -------------------------------------------------------- | -------------------------------------------------------- | -------------------------------------------------------- | -------------------------------------------------------- | -------------------------------------------------------- |
|                                                          |                                                          |                                                          |                                                          |                                                          |
| Бізнес, фінанси та адміністрування                       | Бізнес, фінанси та адміністрування                       |                                                          | 9,4%                                                     | 9,4%                                                     |
| Природничі та прикладні науки                            | Природничі та прикладні науки                            |                                                          | 9,4%                                                     | 9,4%                                                     |
| Охорона здоров'я                                         | Охорона здоров'я                                         |                                                          | 9,4%                                                     | 9,4%                                                     |
| Освіта, правозахист, муніципальні та урядові служби      | Освіта, правозахист, муніципальні та урядові служби      |                                                          | 9,4%                                                     | 9,4%                                                     |
| Роздрібна торгівля та послуги                            | Роздрібна торгівля та послуги                            |                                                          | 28,1%                                                    | 28,1%                                                    |
| Гуртова торгівля, транспорт та обладнання                | Гуртова торгівля, транспорт та обладнання                |                                                          | 21,9%                                                    | 21,9%                                                    |
| Природні ресурси, сільське господарство                  | Природні ресурси, сільське господарство                  |                                                          | 9,4%                                                     | 9,4%                                                     |
| Виробництво                                              | Виробництво                                              |                                                          | 6,3%                                                     | 6,3%                                                     |

## Клімат
Середня річна температура становить 4,9°C, середня максимальна – 23°C, а середня мінімальна – -16,2°C. Середня річна кількість опадів – 1 168 мм.
| Клімат поселення                              | Клімат поселення | Клімат поселення | Клімат поселення | Клімат поселення | Клімат поселення | Клімат поселення | Клімат поселення | Клімат поселення | Клімат поселення | Клімат поселення | Клімат поселення | Клімат поселення | Клімат поселення |
| Показник                                      | Січ.             | Лют.             | Бер.             | Квіт.            | Трав.            | Черв.            | Лип.             | Серп.            | Вер.             | Жовт.            | Лист.            | Груд.            |                  |
| Середній максимум, °C                         | −3,7             | −2,12            | 3,06             | 9,16             | 15,88            | 21,38            | 22,98            | 22,13            | 17,42            | 11,62            | 5,53             | −1,93            |                  |
| Середня температура, °C                       | −9,94            | −8,34            | −3,15            | 2,94             | 9,68             | 15,19            | 18,72            | 17,86            | 13,16            | 7,36             | 1,29             | −6,19            |                  |
| Середній мінімум, °C                          | −16,15           | −14,53           | −9,35            | −3,26            | 3,46             | 8,99             | 14,46            | 13,60            | 8,89             | 3,09             | −2,96            | −10,46           |                  |
| Норма опадів, мм                              | 106              | 83               | 107              | 93               | 106              | 89               | 106              | 86               | 91               | 98               | 106              | 97               |                  |
| Середньомісячна швидкість вітру, м/с          | 4.16             | 4.08             | 4.26             | 4.13             | 3.79             | 3.35             | 3.05             | 2.95             | 3.23             | 3.64             | 3.88             | 4.15             |                  |
| Середньомісячна сонячна радіація, кДж/м²·день | 5209             | 8554             | 12324            | 15220            | 18170            | 20245            | 19886            | 17558            | 13065            | 8232             | 4833             | 3966             |                  |
| --------------------------------------------- | ---------------- | ---------------- | ---------------- | ---------------- | ---------------- | ---------------- | ---------------- | ---------------- | ---------------- | ---------------- | ---------------- | ---------------- | ---------------- |
| Джерело:                                      |                  |                  |                  |                  |                  |                  |                  |                  |                  |                  |                  |                  |                  |